# 于幼军
于幼军（1953年1月—），男，江苏丰县人，中国共产党、中华人民共和国政治人物，华南师范大学政治教育系本科毕业，中山大学哲学博士。曾任国务院南水北调工程建设委员会办公室副主任，文化部党组书记、副部长，中共山西省委副书记、山西省人民政府省长，中共湖南省委副书记、湖南省人民政府副省长，中共广东省委常委、宣传部部长和深圳市人民政府市长等职。2015年1月退休不再担任公职后于中山大学任教。

## 生平

### 早年经历与广东省
于幼军在广州出生及长大，能操流利粵語，曾就读于广州第20中学、广州市第109中学，1971年高中毕业后留校任教，1976年6月加入中国共产党。1975年至1981年，曾先后在广州市越秀区教育局、中共广州市委宣传部工作。1981年调入广州市社会科学研究所任研究室副主任，后升任副所长。1985年，获得华南师范大学政治教育系的函授本科文凭，并在业余时间与黎元江撰写了章回体小说《社会主义四百年》，获得好评，得以主持《广州市文化发展战略研究报告》的起草工作，其也一直被誉为“广东四大才子”之一。
1986年8月，33岁的于幼军擢升中共广州市委宣传部副部长。其后，曾在广州市的东山区、天河区任区委书记，在全国率先进行了全区农村股份合作制改革；1992年进入中共广州市委常委，并兼任“广州经济技术开发区”和“广州保税区”两个管委会主任和党委书记的职务。1993年，其出任中共广东省委常委、宣传部长，时年仅41岁，是广东当时最为年轻的副省级干部。在此期间，于幼军还在中山大学攻读工商管理硕士和马克思主义哲学专业的博士学位。在其担任省委宣传部长期间，倡导开放的思想氛围，宽松的空间致使广东涌现《南方周末》、《南方都市报》、《新快报》等一批大胆敢言的报刊，并创建了全国首个报业集团。2000年，出任中共深圳市委副书记、市长。2003年1月，于幼军以深圳市长之身会见撰写《深圳，你被谁抛弃》的作者咼中校，积极对话，讨论深圳何去何从的问题，大开高官网民对话之先河。于幼军还在当时开创了全国最早的行政体制改革。时任深圳市委书记张高丽和于幼军共治下的深圳被外界评价为积极进取，确定了深圳高新科技、物流、金融、文化四大产业支柱的长远定位。

### 湖南省
2003年5月，于幼军调湖南省工作，出任中共湖南省委副书记兼常务副省长。在湘期间，其主导开展了34个县的产业扶贫，同时身体力行为湖南的对外开放做出不少积极工作。

### 山西省
2005年7月，于幼军再次奉调北上，转任中共山西省委副书记、省人民政府代理省长。次年1月，在山西省十届人大第四次会议上全票当选为山西省人民政府省长。于幼军在山西提出煤炭钢铁零增长的目标，其主导关闭了7000多个非法煤矿、小煤矿和3000多间炼焦厂，积极作为改善环境，还规划启动了矿工生活的棚户区改造，使全省110万矿工住上了新楼房。但与此同时其山西的任职与当地的天灾人祸如影随形，特别是在2007年夏的黑砖窑案被揭露后，于幼军勇于承担责任，于6月20日的国务院常务会议上，代表山西省人民政府作了检讨，并公开向社会大众诚恳道歉。

### 文化部
2007年8月，在中共十七大召开前夕，中共中央决定于幼军出任文化部党组书记、副部长。外界认为这一人事布局，是在为2008年3月国务院换届铺路；于幼军即将接替届龄退休的孙家正出任文化部部长一职。到任文化部后，其连续3个多月率队到文化部下属10多个单位和11个省、市、自治区调研，形成了贯彻落实十七大精神，加快推进文化体制改革，推动文化事业和文化产业大发展大繁荣的工作思路和对策措施。其后，其执笔整理调研成果拟出调研报告，经文化部党组、部长办公会议多次讨论达成共识，报党中央分管领导和中宣部同意后，主持召开了全国文化厅局长会议，做动员部署。

### 去职与处分
2008年3月，十一届全国人大一次会议开幕，于幼军已经坐到了“部长列席区”。然而，17日的选举名单让外界生疑，文化部长的提名是原国务院新闻办公室主任蔡武。一时间，有关于幼军的负面传闻四起，以致官方新华网3月13日特别在首页用黑体字标题，推出“新华博友透露：于幼军未被免职仍是文化部党组书记”的消息；随后中组部副部长又到文化部宣布，于幼军继续担任部党组书记、副部长。
有报道称于幼军的违纪问题主要涉及亲属利用他的职务影响力谋取私利。但无论是中共中央纪委、国家监察部，还是中国主流新闻媒体，至今都没有证实和公布于幼军违纪的具体事实。
2008年10月，中共十七届三中全会审议并通过了《中共中央纪律检查委员会关于于幼军同志问题的审查报告》，决定撤销于幼军中央委员会委员职务，并确认中央政治局在当年9月5日作出的给予其留党察看两年处分；同时，其不再擔任文化部黨組書記职务。

### 赋闲著书
被处分后，于幼军的工作关系仍保留在文化部。其后的两年赋闲期间，于幼军前往图书馆扎入读书与研究，修订了二十多年前与黎元江共同撰写的《社会主义四百年》的第一、二卷，并新写了第三卷《社会主义在中国》，用章回演义小说的形式描述1919年至1965年间的中国历史，力求还原历史真相。后三卷更名为《社会主义五百年》，于2011年4月由广东教育出版社出版。2012年又出版了《求索民主政治——玉渊潭书房札记》。其著作在网络上受到各路好评。

### 低调复出与退休
在两年留党察看期满后，2011年2月，國務院任命于幼军为南水北调工程建设委员会办公室副主任、党组成员，而他在為广东省立中山图书馆建館百周年活動提寫的文章中提到：「在2010年12月25日，我校對完畢並簽發了送往出版社的《社會主義五百年》書稿清樣……下午就接到中組部負責人電話，通知我下周到新工作單位報到。」2015年1月，因年龄原因不再担任国务院南水北调工程建设委员会办公室副主任，正式退休。同年10月初，接受廣州中山大學的聘請，在哲學系任特聘教授，博士生導師，供職於中山大學馬克思主義哲學與中國現代化研究所。

## 评价
于幼军的从政生涯一直受到各地民众好评，被认为是思想开放、有所作为的官员。中国内地知名时政记者罗昌平的一篇《于幼军与良汰效应》引发舆论关注于幼军的仕途所折射出的内地官场特色：“跟刘志军、蒋洁敏那样的出局者不同，于幼军只是一个出列者，至少在公众与同僚印象中，这是‘劣官驱良官’‘劣胜优汰’的典范，由此体现的逆向淘汰替代律法秩序，可谓当下人事通则，也为‘失去的十年’平添一个注脚……在一个封闭的系统，示好民众等于表错了情，它远不如取悦上峰来得实惠。以于幼军的开明、担责与勇于改革的标签为例，这对高度板结的湘官、利益交错的煤主、固若金汤的意识形态阵地，无疑都是不受欢迎的对像。” 其受处分去职后，部分网民也自发在网上留言对于幼军表示认可和支持。

### 引用
1. 1 2  . 国公网. 2008-10-16  [2012-12-22]. （原始内容存档于2014-11-02）.
2. ↑  . 南方报业网. 2011-02-13  [2025-01-03]. （原始内容存档于2013-04-27）.
3. ↑  . 财经网. 2008-10-06  [2025-01-03]. （原始内容存档于2010-07-26）.
4. ↑  于幼军复出 转任南水北调办 （页面存档备份，存于），星島日報2011年1月8日
5. ↑  . 人民网. 2008-10-12  [2025-01-03]. （原始内容存档于2008-12-06）.
6. ↑  于幼军任国务院南水北调办党组成员、副主任 （页面存档备份，存于），中國南水北調网2011年2月12日
7. ↑  于幼軍：圖書館可以助人療傷治病 （页面存档备份，存于），羊城晚報2012年12月22日
8. ↑  国务院任免国家工作人员 （页面存档备份，存于），人社部2015年1月14日
9. ↑  王娟、罗仕. . 新快报. 2015-10-16. （原始内容存档于2015-10-16）.